# Bitte Orca
Bitte Orca è un album in studio del gruppo musicale rock statunitense Dirty Projectors, pubblicato nel 2009.

## Tracce
1. Cannibal Resource – 3:55
2. Temecula Sunrise – 5:05
3. The Bride – 2:49
4. Stillness Is the Move – 5:14
5. Two Doves – 3:42
6. Useful Chamber – 6:28
7. No Intention – 4:17
8. Remade Horizon – 3:55
9. Fluorescent Half Dome – 5:45

## Formazione
- David Longstreth
- Amber Coffman
- Angel Deradoorian
- Brian McOmber
- Nat Baldwin
- Haley Dekl